# Culex restrictor
Culex restrictor é um espécie de mosquito do género Culex, pertencente à família Culicidae.